# Karolínský měnový systém

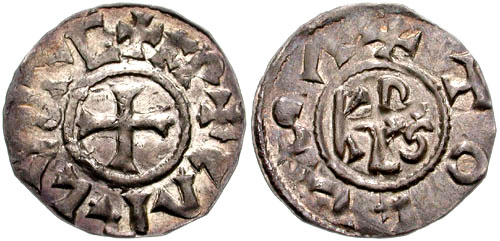
Karolinský denár (denier)

Karolínský měnový systém, nazývaný také karolínský mincovní systém nebo jen karolínský systém, byl systém měny zavedený Karlem Velikým na konci 8. století jako součást velké reformy, jejíž účinky měly dopad na velkou část Evropy po celá staletí. Vyznačuje se tím, že má v poměru 1:20:240 tři jednotky, které nesly v různých jazycích rozličné názvy, odpovídající latinským termínům libra, solidus, denarius.
Měnovou reformu provedl císař Karel Veliký kolem roku 793/794 a měla zásadní význam pro středověké měnové systémy tím, že ovlivnila především Svatou říší římskou a obecněji evropskou ražbu mincí na mnoho staletí. Měna byla založena na stříbře a základem hmotnosti mince se stala karolinská libra, která byla především  jednotkou hmotnosti a vážila přibližně 408 gramů. Z jedné libry stříbra se po zavedení reformy razilo 240 denárů. Ty se pod různými místními názvy staly nejdůležitějšími mincemi středověku.

## Okolnosti
Mincovní systém klasické římské říše byl původně založen na měděných mincích as (později ražených z bronzu) a jejich násobcích, jako je denár = 10 asů, quinarius = 5 asů, sestertius = 2½ asu atd. Stříbrná mince, denár, byla tedy po určitou dobu zcela běžná, ale římské účetnictví bylo založeno na sesterciu. Římští císaři však v mincovním systému zaváděli změny (např. Augustus v roce 24 n. l., Caracalla v roce 215, Aurelianus v roce 274, Dioklecián v roce 293, Konstantin Veliký v roce 312 atd.). Císař Dioklecián zavedl zlatou minci solidus se systémem 1 solidus = 10 argentii = 40 nummii = 200 radiátů = 500 laureátů = 1 000 denárů . Císař Konstantin zavedl upravený solidus tak, že jedna libra ryzího zlata byla ekvivalentem 72 solidů, a nově se účtovalo s poměry 1 solidus = 2 scripula = 3,33 tremises = 4 semises = 18 miliarenses = 24 siliquae. Zavádění nových mincí a změny jejich hodnoty způsobily, že na konci říše a v následujících stoletích (období stěhování národů) vládl v měnovém systému a s ním spojeným systémem vah a měr zmatek a docházelo záměně různých mincí.

## Reformy Karla Velikého
Otec Karla Velikého, Pipin Krátký, začal reformovat měnový systém uzavřením mincoven velkých říšských magnátů a prelátů a zavedením ražebního práva jako výlučně královského privilegia. Císařská libra se však stále dělila na 22  šilinků, z čehož 2 šilinky připadly mincmistrovi a císařské pokladně zbylo 20 k uvedení do oběhu.
Ražební právo dalo Karlu Velikému moc skoncovat s měnovým zmatkem a zavést nový standardizovaný systém, který byl součástí mnohem širší standardizace, jejímž cílem bylo učinit Říši ovladatelnější. Z těchto reforem byla reforma měny nejrozsáhlejší a udržela se z nich nejdéle. Jako novou jednotku hmotnosti definovala karolínskou libru, která byla výrazně těžší než stará římská libra 328,9 g. Karel Veliký založil měnu na stříbře, jehož ložisek se severně od Alp nacházelo poměrně dost, zatímco zlato bylo v Evropě dostupné převážně prostřednictvím dálkového obchodu. Novou stříbrnou minci zvanou denár zavedl tak, aby z jedné 1 libry ryzího stříbra bylo vyraženo 240 denárů, který tudíž obsahoval 1,7 g stříbra. Pro usnadnění manipulace s peněžními výpočty také zúčtovací jednotku solidus, kdy 1 solidus = 12 denárů.  Tak začal charakteristický tříúrovňový účetní systém (1 L = 20 s = 240 d).

### První období
Od roku 771 n. l. byl nový systém ražby mincí zaveden v celé karolínské franské říši, která se v té době rozkládala přes současnou Francii, Benelux a většinu Německa a Itálie. Většina denárových mincí tohoto období měla standardní vzor: na lícové straně jméno císaře ve dvou řádcích, tedy: CARo / LUS; na rubové straně bylo uvedeno umístění mincovny, například pro Lutych: LEo / DICo.

### Druhé období
Zhruba v letech 793 nebo 794 byla zavedena jako základ systému vah a ražby mincí v Říši karolínská libra neboli Karlspfund (latinsky ponus Caroli). Karel Veliký zrušil starý systém dělení libry na 22 šilinků a správci pokladnice a mincmistři byli odtehdy placeni z daní. Tak se z jedné libry vytvořilo 20 šilinků, každý v hodnotě 12 denárů. V roce 794 byl vydán výnos, že novi denarii mají být používány a přijímány v celé Říši. Byly z ryzího stříbra a nesly na sobě jméno Karla Velikého. Na jedné straně byl tedy nápis CARLVS REX FR („Karel, král Franků“) a na druhé, jako dříve, místo, kde se mincovna nacházela, např. DORESTADO („Dorestad“). Mincoven bylo kolem šedesáti.

### Třetí období

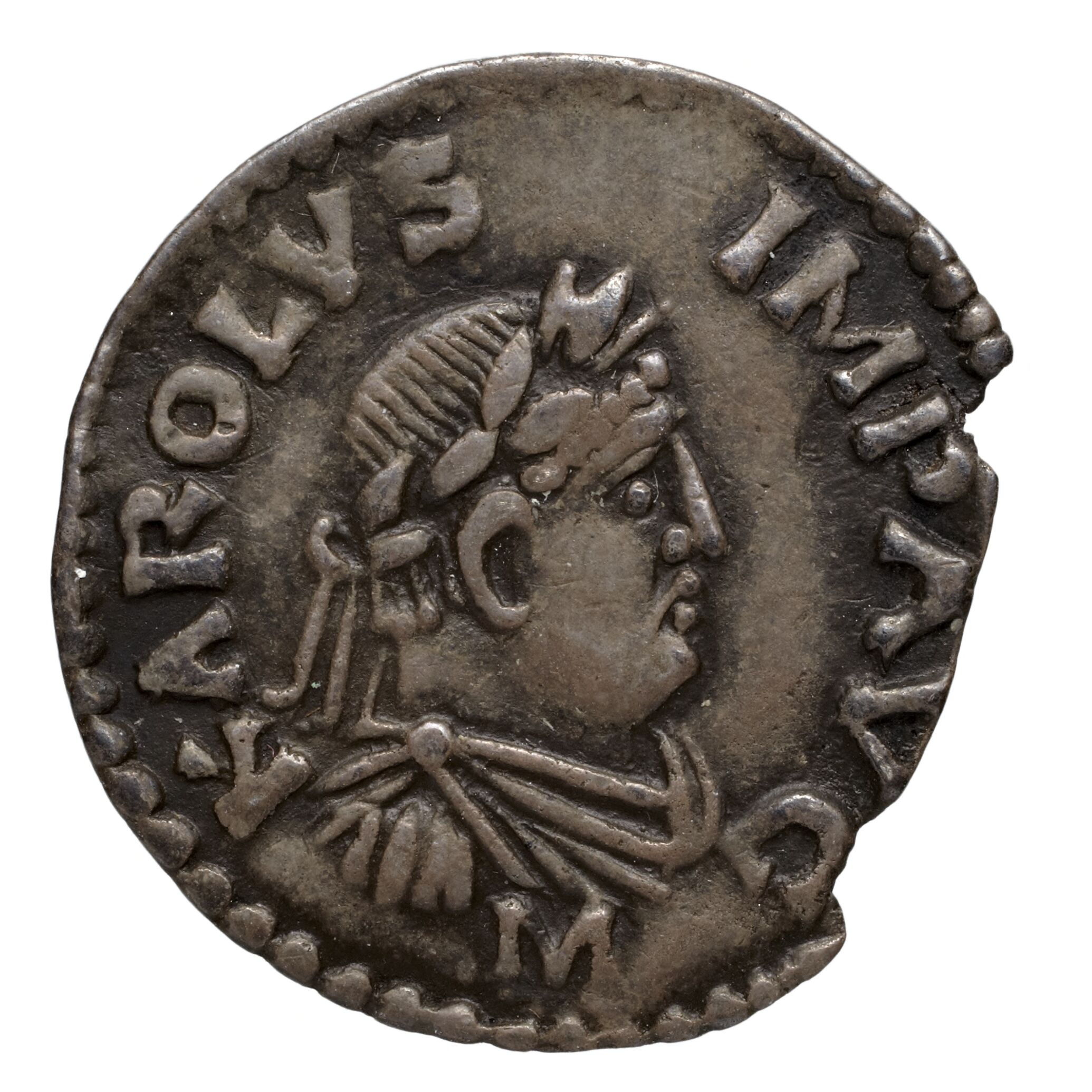
Denár Karla Velikého, cca. 812–814

Dokonce i poté, co byl Karel Veliký v roce 800 korunován císařem Svaté říše římské, nesly denáry nadále jeho starý titul s výjimkou patrně malého počtů zvláštních mincí, na nichž je zobrazena jeho busta a nápis KAROLUS IMP AVG („Karel, císař Augustus“). Libra a šilink zůstaly nadále čistě jednotkami hmotnosti anebo jednotkami účetními a nebyly vydány jako mince. Ačkoli se za Ludvíka Pobožného objevily nějaké zlaté mince, denár zůstal nejdůležitější mincí středověku.

## Rozšíření
Nová měna se rozšířila i do sousedních zemí. Na konci 8. století král Offa z Mercie zavedl systém na Britské ostrovy, aby usnadnil transakce s katolickou církví, v neposlední řadě placení daně známé jako svatopetrský haléř. V Anglii však nový měnový systém měl dlouhotrvající konkurenci ve vikingském mincovním systému, který fungoval v Danelaw a byl založen na vypořádání v markách. Tento systém se v oblasti Severního moře používal po většinu středověku v důsledku obchodu s hanzou. Přesto však karolínský systém v Anglii nakonec převládl, i když se časem denár přejmenoval na 'penny'. Libře se také začalo říkat jinak a anglické slovo „pound“ pochází z latinského libra pondo, „libra váhy“.
Podobně se měnily názvy mincí v německých státech: Pfund, Schilling a Pfennig, v Nizozemí: pond, schelling a penning.  Název denár byl ve Svaté říši římské nahrazen fenikem během 10. století. Ve francouzštině jsou tyto tři jednotky známy jako livre, sous a denier, v Itálii jako lira, soldo a denaro. Na Pyrenejském poloostrově zavedlo Aragonské království karolínský systém v katalánštině jako lliura, sou a diner. Království Portugalska a Kastilie (a poté Španělsko) si ponechala mincovní systém zděděný z islámské éry al-Andalus, kde převládající mincí byl zlatý maravedi s rozličnými způsoby dělení.

## Následný vývoj
Jako skutečná mince byl v raném středověku fyzicky ražen a uváděn do oběhu pouze denár, zatímco libra a solidus byly čistě zúčtovacími jednotkami. Vzhledem k tomu, že mince byly zpočátku založeny výhradně na stříbrném standardu, jednalo se o monometalický systém, a pokud byl obsah stříbra v denáru neustále udržován, bylo možné jakékoli množství peněz získat počítáním mincí namísto vážení stříbra nebo zlata. Postupné vyčerpání evropských stříbrných dolů v 11. století vedlo k nedostatku stříbra a znesnadňovalo udržení hodnoty mince. Neustálé znehodnocování mincí vedlo od 13. století k ražbě větších mincí. To také vedlo k tomu, že se stalo běžným uvádět ve smlouvách a účtech původ mince. Například denier parisis ražený v Paříži obsahoval více čistého stříbra než odpovídající denier tournois ražený v Tours. Jednotná váha libry a měny libra dosažená za Karla Velikého byla stále více podkopávána a vedla k rozdílům mezi skutečnou hodnotou mince a její nominální hodnotou. Šlo o praktickou ukázku platnosti Greshamova zákona, který tvrdí, že „špatná mince vytlačuje dobrou“. Feniky byly stále lehčí, protože těžší mince byly roztavovány kvůli svému většímu obsahu stříbra a protože mincovny razily lehčí mince, aby zvýšily své zisky.
Předpoklad, že 240 feniků tvoří jednu libru stříbra, byl zarputile udržován až do raného novověku, ale skutečnost byla taková, že vážily podstatně méně. Stejný problém ovlivnil marku, která měla teoreticky hodnotu 120 feniků, ale jejich znehodnocení bylo takové, že se marka nakonec stála 160 feniků. Kromě hmotnosti byl záměrně snižován i obsah stříbra v mincích.
Pro usnadnění větších transakcí se zhruba ve stejné době začaly v západní Evropě razit zlaté mince – od poloviny 13. století v italských republikách („florény“ a „dukáty“) a v dalších královstvích ve 14. století (např. „ecu d'or“ ve Francii, „noble“ v Anglii). Zlaté mince obvykle představovaly větší nominální částky, ale také zavedly bimetalický systém měny, který závisel na poměrech hodnot dvou drahých kovů. Francouzský „frank“, zavedený v roce 1360, byl první mincí, která představovala přesně 1 libru. Zlatý „sovereign“, poprvé ražený v roce 1489, byl první anglickou mincí v hodnotě 1 £.

## Decimalizace
Karolínský mincovní systém začal být v Evropě opouštěn v 18. století postupným přechodem na decimální dělení měny. 
První zemí, která přijala desetinnou měnu bylo v roce 1704 Rusko za vlády cara Petra Velikého, za níž měl rubl hodnotu 100 kopějek. Rubl tak byl první desetinnou měnou na světě od římských dob. Stále však byly v oběhu mince v hodnotě 3 kopějky a 15 kopějek, které zůstaly součástí ruské a později sovětské měny až do 90. let 20. století.
Francie zavedla frank a centim během francouzské revoluce v roce 1795 a nahradila tak livre, sou a denier. Francie zavedla decimalizaci v řadě zemí, které napadla během napoleonských válek.
V 19. století přešlo na desetinné měny více zemí. Nizozemsko ukázalo cestu, když decimalizovalo v roce 1817 nizozemský gulden, který se doposud dělil na 20 stuiverů = 160 duiten = 320 penningenů. Tyto mince byly staženy a nahrazeny centy poměrem 100 centů na gulden. Poslední mince před desetinnou čárkou byly staženy z oběhu v roce 1848.
Švédsko zavedlo desetinnou měnu v roce 1855. Riksdaler byl rozdělen do 100 öre. Riksdaler byl přejmenován na korunu v roce 1873.
Rakouské císařství decimalizovalo rakousko-uherský zlatý v roce 1857, souběžně s jeho přechodem od standardu Conventionsthaler na standard Vereinsthaler .
Španělsko decimalizovalo svoji měnu, pesetu, v roce 1868 a nahradila všechny předchozí měny.
Decimalizace pokračovala i ve 20. století. Například Kypr v roce 1955 decimalizoval kyperskou libru, která obsahovala 1 000 mil, později byla nahrazena 100 centy.
Spojené království a Irsko decimalizovaly libru a punt v roce 1971.
Malta decimalizovala liru v roce 1972.
Nigérie byla poslední zemí, která opustila karolinský systém, v roce 1973, kdy byla libra nahrazena nairou.